# Margarethe Bitter
Margarethe Bitter (* 2. August 1902 in Kairo, Khedivat Ägypten; † 20. Mai 1997 in München) war eine deutsche Juristin, die besondere Bekanntheit als die erste Konsulin der Bundesrepublik Deutschland erlangte. Sie war die erste Frau, die nach dem Zweiten Weltkrieg in den diplomatischen Dienst der noch jungen Bundesrepublik eintrat. Sie war im Laufe ihrer Karriere Generalkonsulin in der deutschen diplomatischen Vertretung in New York, USA (1953) und Rotterdam, Niederlande (1962). Die Juristin fiel früh durch ihr diplomatisches Geschick auf und war weit über ihre Pensionierung hinaus kirchlich und karitativ engagiert. Sie war für den Deutschen Juristinnenbund in München tätig.

## Kindheit und Studium
Margarethe Bitter wurde 1902 als Tochter von Wanda Bitter (geborene Szolder) und Heinrich Bitter in Kairo geboren. Ihr Vater war Direktor der Hygienischen Staatsinstitute in Kairo. Sie soll eine Schwester namens Hilde gehabt haben. Ob diese älter oder jünger als Margarethe war, ist nicht näher bekannt.
Margarethes Vater war ein Schüler Robert Kochs. Ihre Mutter stammte aus einer deutschen Diasporagemeinde in Alexandria. Nachdem die Familie mit Beginn des Ersten Weltkriegs ins Deutsche Reich übergesiedelt war, starb Heinrich Bitter im Jahr 1918.
Margarethe Bitter besuchte zu dieser Zeit die Realgymnasiale Studienanstalt der Ursulinen in Osnabrück, wo sie am 22. Februar 1922 ihr Abitur bestand. Von 1922 bis 1927 studierte sie, zunächst in Kiel Nationalökonomie, Philosophie und Geschichte, dann an der Ludwig-Maximilians-Universität München Jura. Am 16. März 1927 legte sie ihr Referendarexamen ab. Im Januar 1929 promovierte sie in Halle zur Dr.jur. Ihre Dissertationsschrift widmete sich der Forschung rund um Das Zucht- und Arbeitshaus sowie das Criminalinstitut des Reichsgrafen F.L. von Schenk von Castell zu Oberdischingen im Kreise Schwaben, 1789–1808. Am 11. April 1930 bestand sie das Assessorexamen.

## Beruflicher Werdegang
Während ihrer Dissertation war Margarethe bereits seit dem 23. April 1927 für den bayerischen Justizdienst tätig. 1930 bis 1931 arbeitete sie zeitweise im Rahmen einer Auftragsarbeit für Helene Weber, die für die Deutsche Zentrumspartei im Reichstag saß. Als frisch promovierte Juristin zog es Margarethe Bitter zurück an den Ort ihrer Kindheit: Im März 1931 reiste sie nach Ägypten und begann dort im Mai 1931 ihre Tätigkeit als juristische Mitarbeiterin einer deutschen Rechtsanwaltskanzlei in Kairo. Sie war ab dem 23. Juni 1931 als Rechtsanwältin bei den deutschen Konsulargerichten und als Referendarin („stagiaire“) bei der Anwaltschaft der Gemischten Gerichte zugelassen. Ab 1935 arbeitete sie als selbständige Rechtsanwältin und legte im Mai 1935 das Anwaltsexamen („Examen de fin de stage“) ab. Im Mai 1938 erfolgte die Zulassung bei der Cour d'Appel Mixte in Alexandrien, seit Ende Mai 1939 war Margarethe Bitter wieder in Deutschland. Hier erlebte die inzwischen 37-jährige und hochqualifizierte Rechtsanwältin den Beginn des Zweiten Weltkrieges.
Ab dem 30. Januar 1940 wurde Margarethe Bitter mit einem Dienstvertrag als Wissenschaftliche Hilfsarbeiterin in der Personal- und Verwaltungsabteilung erstmals Mitglied des Auswärtigen Amtes. Für die damalige Zeit war das ein außergewöhnlicher Karriereschritt für eine junge Frau. Zwar wandelte sich im Laufe des Krieges die Ansicht über die Rolle der Frau in eine Richtung, in der die weibliche Erwerbstätigkeit durchaus vorgesehen war. Jedoch stand gerade zu Beginn noch ein eher traditionelles Rollenbild im Vordergrund, und insbesondere strategische Posten waren vorwiegend von Männern besetzt.

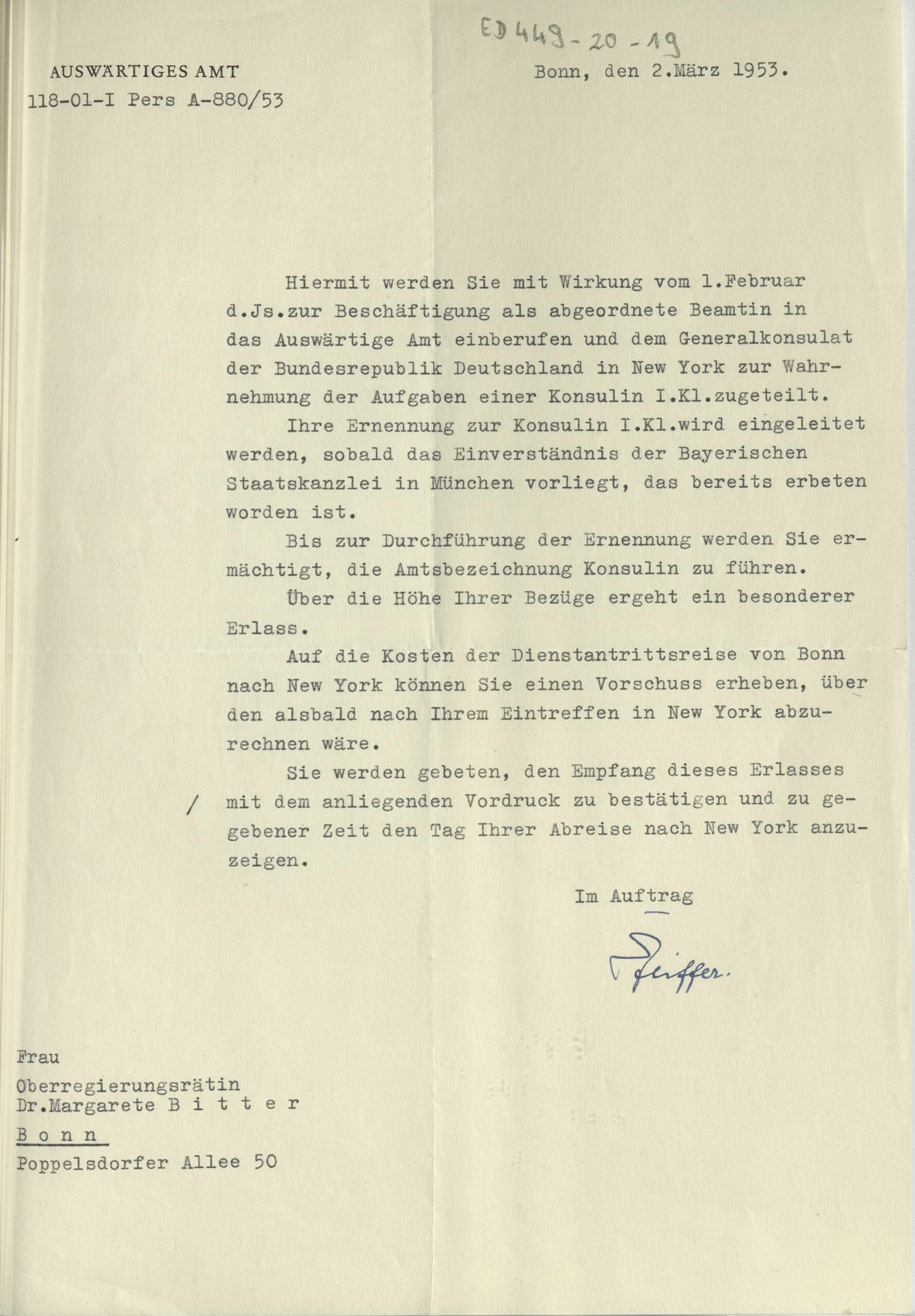
Einberufungsbescheid von Margarete Bitter aus dem Jahre 1953

Während des Krieges war Bitter unter anderem in Paris (1943 bis 1944) sowie in der Ausweichstelle des Auswärtigen Amtes in Hirschberg (1944 bis März 1945) tätig.
Nach dem Krieg arbeitete sie als Dolmetscherin in Steingaden. 1946 wechselte sie auf einen Posten in der Bayerischen Staatskanzlei.
Schließlich wurde sie 1946 Regierungsrätin und innerhalb von vier Jahren am 24. Januar 1950 Oberregierungsrätin. Am 3. Januar 1950 wurde ihr die Leitung des Referats Rechtsschutz im Bundesministerium der Justiz (Zentrale Rechtsschutzstelle) übertragen.
Am 2. März 1953 wurde sie in den Auswärtigen Dienst einberufen und begann am 5. Juni 1953 ihren ersten Einsatz als Konsulin 1. Klasse in der damaligen deutschen Diplomatischen Vertretung in New York. Sie war die erste Frau, die nach dem Zweiten Weltkrieg in den diplomatischen Dienst der Bundesrepublik eintrat.
Ab dem 22. Juni 1956 leitete sie das Konsulat in Cleveland, war maßgeblich an dessen Wiedereinrichtung beteiligt und übernahm 1960 die Geschäftsführung.
Am 17. September 1960 wurde Margarethe Bitter Legationsrätin I. Klasse in einem Referat für Wissenschaft, Hochschulen, Jugendfragen und Sport, bevor sie am 27. August 1962 die Leitung der Geschäfte im Generalkonsulat Rotterdam übernahm. Hier wurde sie am 27. September desselben Jahres zur Generalkonsulin ernannt.
Am 16. November 1965 wurde Margarethe Bitter in den Ruhestand versetzt.

## Interessenvertretung und Wirkung
Insbesondere aus Korrespondenzen mit staatlichen Stellen ist Margarethe Bitters Engagement in der Kriegsgefangenenfürsorge bekannt. Auch existieren persönliche Berichte von und über deutsche Kriegsgefangene in Belgien, Frankreich, Großbritannien, Jugoslawien, Polen, Sowjetunion, Tschechoslowakei sowie den USA.
Margarethe Bitter war maßgeblich an der Professionalisierung von Suchdiensten für Vermisste beteiligt. Es gelang ihr binnen kurzer Zeit, die verschiedenen Initiativen und Verantwortlichkeiten innerhalb der bayerischen Ministerien zusammenzuziehen und zu koordinieren. Zwischen 1947 und 1949 war sie die Vertreterin Bayerns in drei Kommissionen des Süddeutschen Länderrats in Stuttgart zu Kriegsgefangenenfragen. Zeitweise hatte sie sogar den Vorsitz inne. Sie war zudem Expertin für Auswanderungsfragen.
Nach eigenen Angaben war Bitter nie Mitglied einer nationalsozialistischen Organisation. Sie wurde im späteren Spruchkammerverfahren als „vom Gesetz nicht betroffen“ eingestuft. In Kriegsverbrecherprozesse gegen Deutsche im In- und Ausland war Bitter involviert. Es kursieren unterschiedliche Aussagen über Bitters Beteiligung am Heidelberger Juristenkreis. Inwieweit Bitter sich für die Freilassung verurteilter NS-Kriegsverbrecher engagierte, ist Gegenstand von Unterlagen, die nur zu Forschungszwecken im Nachlass Bitters im Bayerischen Hauptstaatsarchiv einsehbar sind.

## Familie
In der Personalakte Margarethe Bitters beim Auswärtigen Amt ist zu ihrem eigenen Familienstand „ledig“ noch vermerkt, dass sie eine Adoptivtochter mit dem Namen Waltraud bei sich aufgenommen hatte. In diesem Zusammenhang kam es zu umfangreichen Korrespondenzen zum Themenkomplex Auslandsadoptionen in den 1950er Jahren mit Spezialisierung auf die Vereinigten Staaten von Amerika. Dies zeigt die Materialsammlung, die sich in Margarete Bitters Nachlass im bayerischen Hauptstaatsarchiv befindet.

## Werke
- Margarethe Bitter: Das Zucht- und Arbeitshaus sowie das Criminalinstitut des Reichsgrafen F.L. Schenk von Castell zu Oberdischingen im Kreise Schwaben von 1989-1808 (Dissertationsschrift). Murnau am Staffelsee 1930, DNB 571831346.